# Hiroyuki Takeda
Hiroyuki Takeda (武田 博行 Takeda Hiroyuki?), född 30 november 1983 i Hyōgo prefektur, är en japansk fotbollsspelare.
Takeda började sin karriär 2002 i Mito HollyHock. Efter Mito HollyHock spelade han för Tochigi SC, Giravanz Kitakyushu, Cerezo Osaka och Tokyo Verdy.